# 悲情三角
是一部2022年国际联合制作的的諷刺电影，由魯本·奥斯倫编剧和导演，哈里斯·迪金森，查尔比·迪恩·科里克和伍迪·哈里森主演。由于2019冠状病毒病疫情，该片的製作在2020年曾两次暂停，直至2022年5月21日才正式發行。故事敘述名模雅雅與男友卡爾出席眾多富豪名流參與豪華遊輪之旅，但因為遭遇暴風雨導致眾人漂流到荒島上，延伸出失控且荒謬的連鎖事件。
本片入選第75屆坎城影展正式競賽單元，首映會後獲得了8分钟的起立鼓掌，并获得了金棕榈奖和AFCAE藝術片獎（AFCAE Art House Cinema Award）。媒體和影評家讚譽電影呈現的黑色幽默。2022年8月29日，飾演本作女主角的科里克因病逝世，本作亦成為她生前最後參演的遺作。

## 剧情
卡爾（哈里斯迪金森 飾）是年輕的男性模特兒，他與其他男性模特兒參與面試，但結果不甚如意。原本和網紅名模女友雅雅（查爾比·迪恩 飾）相約在高級餐廳約會，結果卡爾因為不滿雅雅無視他提出這回買單的要求、主張約會應由男性買單而發生了爭執。正因感情問題苦惱時，兩者受邀參加一場豪華遊輪之旅，以換取在社群網站上進行宣傳，還認識了一群花錢不手軟的超級富豪。這群人包含俄羅斯寡頭迪米崔和他的妻子維拉、以製造武器發家致富的年長夫婦克萊門汀和溫斯頓、因為中風僅能用一句德語發言的Therese、孤獨的科技百萬富翁 Jarmo。這群客人在遊輪上放鬆身心享受旅程，卻全然沒有注意到船員們正在努力滿足他們的每一個需求和心血來潮的無理刁難。工作人員的總負責人寶拉要求他們服從客人的荒謬要求，包括讓每位船員都在游泳池裡游泳。與此同時，遊艇的船長托馬斯‧史密斯在他的船艙裡喝醉了。
當暴風雨忽然襲來的時候，寶拉讓托馬斯清醒過來並參加船長的晚宴。船上的客人們不是感到身體不適，就是當場嘔吐或排泄，導致船上陷入一陣混亂。酩酊大醉的托馬斯與狄米崔通過對講機爭論社會主義和資本主義，其中幾名客人在這場風暴與停電期間受了傷。清晨時分，海盜闖入遊輪發動襲擊，扔擲一枚手榴彈殺死了克萊門汀和溫斯頓，造成遊輪沉沒。
倖存的雅雅、卡爾、Therese、寶拉、Jarmo、船舶機械師尼爾森（Nelson） 和女性清潔工阿比蓋爾（Abigail）漂流到荒島上。最初雅雅、卡爾連同較富有的倖存者們向尼爾森與阿比蓋爾討取零食和瓶裝水，要求兩者服侍自己，然而當阿比蓋爾確立了自己是唯一擁有生存技能的人的地位後，不但迅速掌握了指揮權，擺脫了她先前被視為低下的船員身份，還要求眾人稱她「船長」。隨著倖存者逐漸適應新環境，阿比蓋爾獲得了更多的權力，在救生艇上有了自己的私人床。她還和為了換取物資的卡爾發生性關係，提供卡爾特權和食物，此事引起雅雅的不滿，卡爾則考慮離開雅雅跟隨阿比蓋爾。
雅雅決定徒步到島的另一邊，阿比蓋爾不顧卡爾的擔憂，自願跟著雅雅一起去探索環境。後來她們發現了一座電梯，才理解到他們其實是被困在了一個豪華度假村旅館附近。回到營地後，Therese 遇到了一個海灘小販，但礙於自身的語言障礙，無法與他交流她的處境。當雅雅為找到電梯雀躍不已時，阿比蓋爾卻開始猶豫要不要進去。最終阿比蓋爾準備用石頭攻擊雅雅時，她猶豫了，原因是健忘的雅雅讓阿比蓋爾擔任她的助手。然後看到卡爾瘋狂地穿過叢林。

## 演员
- 哈里斯·迪金森 饰演 卡爾 Carl
- 查尔比·迪恩·科里克 饰演 雅雅 Yaya
- 伍迪·哈里森 饰演 船長托馬斯‧史密斯 Captain Thomas Smith
- 扎特科·巴瑞克（英语：Zlatko Burić） 饰演 狄米崔 Dimitry
- 伊赫斯·贝尔本（英语：Iris Berben）
- 森尼·梅尔斯（英语：Sunnyi Melles） 饰演 維拉 Vera
- 亨里克·多尔辛（英语：Henrik Dorsin） 饰演 約瑪‧布約克曼 Jorma Björkman
- 卡罗莱纳·盖宁（英语：Carolina Gynning） 饰演 盧米拉 Ludmilla
- 多莉·德·萊昂 饰演 阿比蓋爾 Abigail
- Vicki Berlin 饰演 寶拉 Paula
- Hanna Oldenburg
- 奧利弗·福德·戴維斯（英语：Oliver Ford Davies） 饰演 溫斯頓 Winston
- 阿曼达·沃克（英语：Amanda Walker） 饰演 克萊門汀  Clementine
- Arvin Kananian 饰演 達力斯 Darius

## 回响
在爛番茄上根据185条评论，持有70%的新鲜度，平均得分7.2/10。该网站的共识是：“《瘋狂富作用》缺乏奥斯倫早期作品的尖锐棱角，但这一黑色幽默地抨击淫秽的富人的作品得到了回报”。在Metacritic上，基于38条评论，電影獲得了平均63分（满分100分），意味着“普遍好评”。

### 榮譽
| 獎項名稱                 | 獎項                   | 獲獎或提名者                                                       | 結果       |
| ------------------------ | ---------------------- | ------------------------------------------------------------------ | ---------- |
| 坎城影展                 | 金棕櫚獎               | 魯本·奧斯倫                                                        | 獲獎       |
| 坎城影展                 | AFCAE藝術片獎          | 魯本·奧斯倫                                                        | 獲獎       |
| 歐洲電影獎               | 最佳影片               | 《瘋狂富作用》                                                     | 獲獎       |
| 歐洲電影獎               | 最佳導演               | 魯本·奧斯倫                                                        | 獲獎       |
| 歐洲電影獎               | 最佳劇本               | 魯本·奧斯倫                                                        | 獲獎       |
| 歐洲電影獎               | 最佳男主角             | 扎特科·巴瑞克                                                      | 獲獎       |
| 歐洲電影獎               | 歐洲大學電影獎         | 《瘋狂富作用》                                                     | 提名       |
| 洛杉磯影評人協會         | 最佳配角               | 多利·德·利昂                                                       | 獲獎       |
| 金球獎                   | 最佳音樂及喜劇電影     | 《瘋狂富作用》                                                     | 提名       |
| 金球獎                   | 最佳女配角             | 多利·德·利昂                                                       | 提名       |
| 評論家選擇獎             | 最佳喜劇               | 《瘋狂富作用》                                                     | 提名       |
| 衛星獎                   | 最佳喜劇或音樂劇類電影 | 《瘋狂富作用》                                                     | 提名       |
| 衛星獎                   | 最佳女配角             | 多利·德·利昂                                                       | 提名       |
| 衛星獎                   | 最佳原創劇本           | 魯本·奧斯倫                                                        | 提名       |
| 奥斯卡金像奖             | 最佳影片               | 艾瑞克·哈曼多夫（Erik Hemmendorff）、菲利浦·泊拜（Philippe Bober） | 提名       |
| 奥斯卡金像奖             | 最佳导演               | 魯本·奧斯倫                                                        | 提名       |
| 奥斯卡金像奖             | 最佳原创剧本           | 魯本·奧斯倫                                                        | 提名       |
| Gold House2023年度金榜獎 | 最佳女配角             | 多莉·德·萊昂                                                       | 榮譽提名獎 |
| Gold House2023年度金榜獎 | 突破性演出獎           | 多莉·德·萊昂                                                       | 獲獎       |

## 備註
1. ↑  與《別擔心親愛的》的陳靜、《我的鯨魚老爸》的周洪、《媽的多重宇宙》的史蒂芬妮·許、《不！》的史蒂芬·連並列
2. ↑  與出演《媽的多重宇宙》的史蒂芬妮·許並列獲獎[5]